# Gonzalo Arenas
Gonzalo Arenas Hödar (13 de diciembre de 1972) es un abogado chileno. Actualmente es decano de la Facultad de Derecho y Ciencias Sociales de la Universidad San Sebastián (Chile). Ejerció como diputado de la República de Chile entre 2006 y 2014.

## Estudios
Realizó sus estudios primarios en el Instituto Presidente Errázuriz y en la Escuela Militar, donde obtuvo el premio «Lista de Mérito» por rendimiento destacado. Continuó sus estudios en la Facultad de Derecho de la Pontificia Universidad Católica de Chile, donde obtuvo su licenciatura en 1998, y se recibió de abogado en el 2001. Durante sus años universitarios se desempeñó como ayudante de la cátedra de Derecho Internacional Público en su casa de estudios. En 1997, obtuvo una beca para estudiar en el Leadership Institute de Washington D. C., Estados Unidos. Tiene también el grado académico de Magíster en Historia por la Universidad de los Andes y Doctor en Historia por la Universidad Autónoma de Madrid.

## Carrera profesional
Entre 1997 y 1999, trabajó como investigador en temas legislativos en la Fundación Jaime Guzmán. Entre ese último año y 2001, fue director de Asuntos Estudiantiles de la Universidad Andrés Bello. Paralelamente, entre 2000 y 2001, fue profesor de Historia del Derecho en la Facultad de Derecho de la misma casa de estudios; y entre 2002 y 2003, fue profesor adjunto de Derecho Tributario en la Facultad de Derecho de la Universidad de los Andes.
En el ámbito privado, entre 2001 a 2004, fue abogado asociado de la oficina Yrarrázaval, Ruiz-Tagle, Goldenberg, Lagos & Silva Abogados. Fue fundador y director del diario electrónico El Muro.
Ha sido asesor en materias políticas y legislativas en diversos ministerios como El Ministerio Secretaria General de la Presidencia y el Ministerio del Interior y Asesor Especial de Asuntos Indígenas del Ministerio de Desarrollo Social (MDS).
En junio de 2024 asumió como Decano de la Facultad de Derecho y Ciencias Sociales de la Universidad San Sebastián (Chile).

## Carrera política
En 1993, ingresó en política, al integrarse a la juventud de la Unión Demócrata Independiente (UDI). Más tarde, asumió diferentes cargos en el partido; fue secretario general nacional (entre 1994 a 1995), vicepresidente nacional (entre 1995 y 1997) y presidente subrogante de la Juventud UDI.
Para las elecciones parlamentarias de 1997, fue candidato a diputado, pero no resultó elegido. Entre 2004 y 2005 fue jefe de gabinete del senador Hernán Larraín, entonces presidente del Senado.
En las elecciones parlamentarias de 2005 fue elegido como Diputado de la República de Chile por el Distrito Nº48, correspondiente a las comunas de Angol, Collipulli, Ercilla, Los Sauces, Lumaco, Purén, Renaico y Traiguén, para el período 2006-2010. Durante su gestión, integró las comisiones permanentes de Agricultura, Silvicultura y Desarrollo Rural; Economía; y de Constitución, Legislación y Justicia. También, fue miembro de las comisiones especiales sobre Deudas Históricas; Intervención Electoral; y de Desigualdad y Pobreza.
Durante la interpelación al Ministro del Interior Edmundo Pérez Yoma realizada el 18 de agosto de 2009, fue protagonista de un incidente, al momento en que terminaba su intervención se levantó de su puesto para lanzarle a la cara al secretario de Estado documentos con supuestas pruebas de que el Gobierno habría robado dinero de la Conadi. Tras Pérez Yoma devolverle de vuelta los papeles, se armó un amague de conato, debiendo ambos ser separados. La acción de Arenas fue criticada por el diputado interpelante Cristián Monckeberg.
En las elecciones parlamentarias de 2009, obtuvo su reelección por el mismo Distrito, para el periodo legislativo 2010-2014. Fue integrante de las comisiones permanentes de Economía, de la que fue su presidente; de Relaciones Exteriores; y de Ciencia y Tecnología. También integró el Comité Parlamentario de la Unión Demócrata Independiente. Paralelamente, entre 2009 y 2010, fue presidente regional de la UDI en la Región de la Araucanía.
En las elecciones parlamentarias de noviembre de 2013, se repostuló como candidato a diputado por el Distrito n.º 48, en representación de la UDI, sin resultar electo. Ha ejercido como consejero nacional de la UDI.
Fue precandidato por la UDI para gobernador de la Araucanía, no resultando electo candidato, en desmedro de Luciano Rivas. En la elección para la Convención Constitucional también fue candidato por el Distrito 22, no resultando electo.

## Obras
- Virar derecha: historia y desafíos de la centroderecha en Chile (2014)[9]
- La memoria portaliana (2017)[10]
- Antonio Varas (1817-1886). Cartas, documentos y testimonios (2019)
- Antonio Varas (2024)

## Historial electoral

### Elecciones parlamentarias de 1997
- Elecciones parlamentarias de 1997 a Diputados por el distrito 29, Puente Alto, La Pintana, Pirque y San José de Maipo[11]

### Elecciones parlamentarias de 2005
- Elecciones parlamentarias de 2005 a Diputados por el distrito 48 (Angol, Collipulli y Ercilla,  Los Sauces, Lumaco, Purén, Renaico y Traiguén)[12]

### Elecciones parlamentarias de 2009
- Elecciones parlamentarias de 2009 a Diputados por el distrito 48 (Angol, Collipulli y Ercilla,  Los Sauces, Lumaco, Purén, Renaico y Traiguén)[13]

### Elecciones parlamentarias de 2013
- Elecciones parlamentarias de 2013 a Diputados por el distrito 48 (Angol, Collipulli y Ercilla,  Los Sauces, Lumaco, Purén, Renaico y Traiguén)[14]

### Elecciones de convencionales constituyentes de 2021
- Elecciones de convencionales constituyentes de 2021, para convencional constituyente por el distrito 22, compuesto por las comunas de Angol, Collipulli, Curacautín, Ercilla, Galvarino, Lautaro, Lonquimay, Los Sauces, Melipeuco, Perquenco, Purén, Renaico, Traiguén, Victoria y Vilcún.[15]

## Obra escrita
Es autor de los siguientes libros:
- La memoria portaliana (Universidad San Sebastián-Editorial Historia chilena, 2017)
- Diego Portales y la Tradición Política Portaliana (Universidad San Sebastián-Centro de Estudios Bicentenario, 2023), ISBN 9789569997464